# 約雅敬

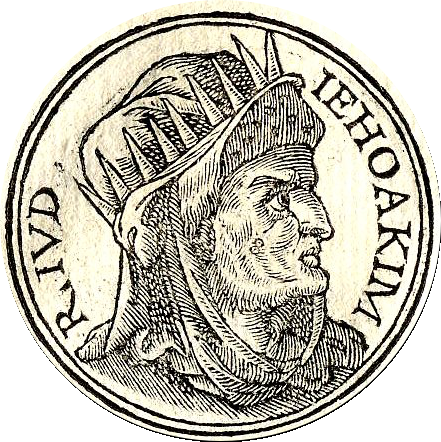
約雅敬

約雅敬（希伯來語：‎，前634年—前598年）天主教譯為約雅金，或譯伊阿基姆，是古代中東國家南猶大王國的第十八任君主。他的父親是約西亞，母親是王后魯瑪（以法蓮城鎮）人西比黛（Zebidah）。公元前598年，在埃及第二十六王朝的鼓动下，約雅敬宣布脱离新巴比伦王国，因此招致尼布甲尼撒二世出兵耶路撒冷。

## 在位时间
約雅敬在位的年期是從前609年到前598年。（根據香港道聲出版社出版之英漢宗教字典145頁，記載約雅斤為主前597）。

## 聖經相關章節
- 《列王紀下》第23章36節–第24章7節
- 《歷代志下》第36章5-8節